# Lorenz Fehenberger
Lorenz Fehenberger (Oberweidach, 24 août 1912 - Munich, 29 juillet 1984) est un ténor allemand, particulièrement associé au répertoire allemand et italien.

## Biographie
Il étudie le chant à Munich avec Elisabeth Wolff et débute en 1939 à Graz dans Der Rosenkavalier. Il chante alors à l'Opéra de Dresde (1941-45), et se joint à la troupe de l'Opéra d'État de Bavière en 1946.
Il débute au Festival de Salzbourg en 1949, où il crée le rôle de Haemon dans Antigonae de Carl Orff. Il chante à l'Opéra d'État de Vienne à partir de 1951.
Il parait au Maggio Musicale Fiorentino en 1951, en Golo dans Genoveva de Robert Schumann, et au Royal Opera House de Londres en 1953, en Apollo lors de la première locale de Die Liebe der Danae de Richard Strauss.
Il s'est particulièrement illustré dans le rôle-titre de Lohengrin et le rôle de Walther von Stolzing dans Die Meistersinger von Nürnberg, mais fut également admiré dans le répertoire italien, notamment dans Rigoletto (Duc de Mantoue), La forza del destino (Alvaro), Aida (Radames), Tosca (Cavaradossi), Madame Butterfly (Pinkerton), ainsi qu'en Don José dans Carmen et Samson dans Samson et Dalila.
Lorenz Fehenberger était aussi très apprécié comme récitaliste, notamment dans La Création de Haydn, Stabat Mater de Rossini, Judas Maccabeus de Haendel, Requiem de Mozart, Christus am Ölberge de Beethoven, Das Lied von der Erde de Mahler.

## Source
- Operissimo.com (Biographie en allemand)